# Rakousko na Letních olympijských hrách 1996
Rakousko na Letních olympijských hrách 1996 v Atlantě reprezentovalo 72 sportovců, z toho 56 mužů a 16 žen. Nejmladší účastnicí byla moderní gymnastka Birgit Schielin (17 let, 134 dní), nejstarší pak účastník jezdeckých soutěží Hugo Simon (53 let, 363 dní). Celkem Rakousko získalo 1 stříbrnou a 2 bronzové medaile.

## Medailisté
| Medaile | Jméno             | Sport             | Disciplína                        |
| ------- | ----------------- | ----------------- | --------------------------------- |
| Stříbro | Wolfram Waibel    | Sportovní střelba | Muži vzduchová puška              |
| Bronz   | Theresia Kieslová | Atletika          | Ženy běh na 1500 m                |
| Bronz   | Wolfram Waibel    | Sportovní střelba | Muži malorážka na 50 m (3 pozice) |